# Incendio del Prospect Avenue
El 28 de diciembre de 2017, se produjo un incendio en un edificio de apartamentos de cinco pisos en el vecindario Belmont del Bronx, en la ciudad de Nueva York. Mató a doce personas e hirió a seis, cuatro de ellas de manera crítica. Tres niños estaban entre los muertos. Excluyendo los ataques del 11 de septiembre, el incendio fue el más mortífero en la ciudad desde el Incendio de Happy Land en 1990, que mató a 87 personas, también en el Bronx. En 2007, un incidente similar en otra casa en el Bronx mató a 10 personas, incluidos 9 niños, después de que un calefactor se incendió.

## Detalles
El fuego comenzó aproximadamente a las 6:51 p. m. EST en la planta baja del edificio y se extinguió justo antes de las 10 p. m. EST. Se extendió rápidamente a través del edificio de apartamentos de 25 unidades, que fue construido en 1916 y no había sido a prueba de fuego. Los fuertes vientos contribuyeron al crecimiento del fuego, y también provocaron que el viento se enfriara esa noche por debajo de cero, con temperaturas que ya estaban en la adolescencia. El fuego ascendió hacia arriba a través de la escalera del edificio, bloqueando los intentos de evacuación de algunos residentes, aunque muchos otros descendieron al nivel de la calle a través de la salida de incendios del edificio. El infierno estaba bajo control después de aproximadamente tres horas, con más de 160 bomberos respondiendo a la emergencia.
El comisionado de bomberos de la ciudad, Daniel Nigro, declaró más tarde que el incendio había sido iniciado por un niño de tres años que había estado jugando con una cocina de gas sin supervisión. Cuando el niño y su madre huían de su apartamento en el sótano, dejaron la puerta abierta, permitiendo que el fuego se extendiera por la escalera hacia otras unidades del edificio. El diseño del edificio no parece estar relacionado con la propagación del incendio. Sin embargo, según informes, el edificio también tenía seis infracciones no resueltas de las normas contra incendios, incluido un detector de humo roto en la planta baja..